# Damenbundesliga 2018 (Football)
Die Damenbundesliga (DBL) Saison 2018 war die 27. Spielzeit in der höchsten Spielklasse des American Football in Deutschland für Frauen.
Das Eröffnungsspiel der Saison 2018 bestritten die Berlin Kobra Ladies gegen die Hamburg Amazons am 12. Mai 2018 um 15 Uhr. Die DBL-Saison 2018 wurde von Mai bis September ausgetragen. Im Anschluss an die reguläre Saison fanden ein Halbfinale und das Finale, der Ladiesbowl XXVII statt.
Das Finale wurde am 23. September in Mülheim ausgetragen. Wie in den Vorjahren gewannen die Berlin Kobra Ladies, in diesem Jahr gegen die Munich Cowboys Ladies mit 26:6.

## Modus
In der Saison 2018 traten insgesamt sieben Teams in zwei getrennten Gruppen an (drei in Gruppe Nord, vier in Gruppe Süd). Jede dieser Gruppen trägt ein doppeltes Rundenturnier aus, wobei jedes Team einmal das Heimrecht genießt. Nach jeder Partie erhält die siegreiche Mannschaft zwei und die besiegte null Punkte. Bei einem Unentschieden erhält jede Mannschaft einen Punkt. Die Punkte des Gegners werden als Minuspunkte gerechnet. Nach Beendigung des Rundenturniers wird eine Rangliste ermittelt, bei der zunächst die Anzahl der erzielten Punkte entscheidend ist. Bei Punktgleichheit entscheidet der direkte Vergleich.
Nach den Rundenturnieren spielen die jeweils zwei bestplatzierten Mannschaften in zwei Play-off-Runden um die Deutsche Meisterschaft.

Pro Gruppe qualifizieren sich zwei Teams für die Play-offs: die Gruppenersten und -zweiten. In der ersten Runde der Play-offs, dem Halbfinale, spielen die Gruppen Nord und Süd über Kreuz gegeneinander, der jeweils Erstplatzierte spielt also gegen den Zweitplatzierten der anderen Gruppe. Hierbei genießen die Gruppenersten Heimrecht. Die siegreichen Teams treten im Ladiesbowl gegeneinander an.

## Teams
In der Gruppe Nord haben die folgenden Teams am Ligabetrieb teilgenommen:
- Berlin Kobra Ladies
- Hamburg Amazons
- Kiel Baltic Hurricanes Ladies

In der Gruppe Süd haben die folgenden Teams am Ligabetrieb teilgenommen:
- Cologne Falconets (Aufsteiger aus der DBL 2 West 1)
- Mainz Golden Eagles Ladies
- Munich Cowboys Ladies
- München Rangers Ladies

## Saisonverlauf
In diesem Jahr traten sieben Teams in der DBL an. Die Cologne Falconets stiegen zur Saison in die Liga auf während die Allgäu Comets Ladies in die DBL 2 abstiegen.
Die Saison begann am 12. Mai mit einem Eröffnungsspiel der Berlin Kobra Ladies gegen die Hamburg Amazons, welches Berlin mit 32:9 gewann. Kurz vor Saisonende mussten sich die Mainz Golden Eagles Ladies aus dem Ligabetrieb zurückziehen, weshalb alle Spiele mit 20:0 für die gegnerischen Mannschaften gewertet wurden.
Nordmeisterinnen wurden ungeschlagen die Berlin Kobra Ladies, die im Halbfinale mit 27:14 gegen die Cologne Falconets gewannen und damit im Ladiesbowl standen. Gruppenzweite wurden die Hamburg Amazons.
In der Süd-Gruppe verteidigten die Munich Cowboys Ladies ihren Meistertitel vor den Cologne Falconets. Im Halbfinale gewann München mit 16:8 gegen die Hamburgerinnen.
Das Saisonfinale, der Ladiesbowl XXVII, fand in diesem Jahr im Städtischen Stadion Erding mit Berlin Kobra Ladies und Munich Cowboys Ladies statt. Die Berlinerinnen dominierten das Spiel bereits zur Halbzeit und gewannen am Ende mit 26:6. Für die Berlinerinnen war es die elfte Meisterschaft und die vierte in Folge.

### Abschlusstabellen
| Gruppe Nord | Gruppe Nord                   | Gruppe Nord | Gruppe Nord | Gruppe Nord | Gruppe Nord | Gruppe Nord | Gruppe Nord |    | Gruppe Süd                 | Gruppe Süd | Gruppe Süd | Gruppe Süd | Gruppe Süd | Gruppe Süd | Gruppe Süd | Gruppe Süd |
| #           | Team                          | Punkte      | Sp          | S           | U           | N           | TD-Pkt.     | #  | Team                       | Punkte     | Sp         | S          | U          | N          | TD-Pkt.    |            |
| ----------- | ----------------------------- | ----------- | ----------- | ----------- | ----------- | ----------- | ----------- | -- | -------------------------- | ---------- | ---------- | ---------- | ---------- | ---------- | ---------- | ---------- |
| 1.          | Berlin Kobra Ladies           | 8:0         | 4           | 4           | 0           | 0           | 123:160     | 1. | Munich Cowboys Ladies      | 10:20      | 6          | 5          | 0          | 1          | 113:310    |            |
| 2.          | Hamburg Amazons               | 4:4         | 4           | 2           | 0           | 2           | 080:720     | 2. | Cologne Falconets          | 10:20      | 6          | 5          | 0          | 1          | 086:250    |            |
| 3.          | Kiel Baltic Hurricanes Ladies | 0:8         | 4           | 0           | 0           | 4           | 008:123     | 3. | München Rangers Ladies     | 04:80      | 6          | 2          | 0          | 4          | 056:790    |            |
|             |                               |             |             |             |             |             |             | 4. | Mainz Golden Eagles Ladies | 00:12      | 6          | 0          | 0          | 6          | 000:120    |            |

Erläuterung: Play-off-Qualifikation, Stand: 23. September 2018 (Saisonende)
- Tie-Break: Cowboys Ladies gewinnen direkten Vergleich gegen Falconets (22:18)

### Play-offs
|  | Halbfinale | Halbfinale           | Halbfinale |  |  | Ladiesbowl XXVII | Ladiesbowl XXVII     | Ladiesbowl XXVII |
|  |            |                      |            |  |  |                  |                      |                  |
|  |            |                      |            |  |  |                  |                      |                  |
|  | S1         | Munich Cowboy Ladies | 16         |  |  |                  |                      |                  |
|  | N2         | Hamburg Amazons      | 8          |  |  |                  |                      |                  |
|  |            |                      |            |  |  | S1               | Munich Cowboy Ladies | 6                |
|  |            |                      |            |  |  | N1               | Berlin Kobras Ladies | 26               |
|  | N1         | Berlin Kobras Ladies | 27         |  |  |                  |                      |                  |
|  | S2         | Cologne Falconets    | 14         |  |  |                  |                      |                  |
|  |            |                      |            |  |  |                  |                      |                  |

Halbfinale
|                      |                              |  |                       |                          |                 |  |              |
|                      | München 02.09.2018 15:00 Uhr |  | Munich Cowboys Ladies | \| \| 16 : 8 \| \| \| \| | Hamburg Amazons |  | Dantestadion |
| (8:0, 6:8, 0:0, 2:0) | München 02.09.2018 15:00 Uhr |  | Munich Cowboys Ladies |                          | Hamburg Amazons |  | Dantestadion |
|                      | 16 : 8                       |  |                       |                          |                 |  |              |
|                      |                              |  |                       |                          |                 |  |              |

|                        |                             |  |                     |                           |                   |  |                     |
|                        | Berlin 02.09.2018 15:00 Uhr |  | Berlin Kobra Ladies | \| \| 27 : 14 \| \| \| \| | Cologne Falconets |  | Stadion Wilmersdorf |
| (14:0, 6:14, 7:0, 0:0) | Berlin 02.09.2018 15:00 Uhr |  | Berlin Kobra Ladies |                           | Cologne Falconets |  | Stadion Wilmersdorf |
|                        | 27 : 14                     |  |                     |                           |                   |  |                     |
|                        |                             |  |                     |                           |                   |  |                     |

Ladiesbowl XXVII
|                       |                             |  |                       |                          |                     |  |                       |
|                       | Erding 23.09.2018 15:00 Uhr |  | Munich Cowboys Ladies | \| \| 6 : 26 \| \| \| \| | Berlin Kobra Ladies |  | Städt. Stadion Erding |
| (0:6, 0:13, 0:0, 6:7) | Erding 23.09.2018 15:00 Uhr |  | Munich Cowboys Ladies |                          | Berlin Kobra Ladies |  | Städt. Stadion Erding |
|                       | 6 : 26                      |  |                       |                          |                     |  |                       |
|                       |                             |  |                       |                          |                     |  |                       |